# Royal Variety Performance
Royal Variety Performance – gala organizowana co roku w Wielkiej Brytanii, której gośćmi honorowymi są najważniejsi członkowie rodziny królewskiej. Organizatorem wydarzenia jest organizacja charytatywna Entertainment Artistes' Benevolent Fund.
Po raz pierwszy pokazy zorganizowano 1 lipca 1912 pod nazwą Royal Command Performance w Palace Theatre w Londynie w obecności króla Jerzego V i królowej Marii. Zgodnie z decyzją króla, od tej pory gala organizowana jest co roku, a dochody z niej przekazywane są Entertainment Artistes' Benevolent Fund (wówczas Variety Artistes' Benevolent Fund).
Gala jest transmitowana naprzemiennie przez BBC i ITV.